# Hestegræs
Hestegræs (Holcus) er en lille slægt med under 10 arter, som er udbredt i Nordafrika, Mellemøsten, Kaukasus og Europa, herunder Danmark (to af arterne). Det er én- eller flerårige urter med tueformet eller tæppedannende vækst. Bladene er flade, og den endestillede blomsterstand er en mere eller mindre tæt klase, der består af fladtrykte, to-blomstrede småaks uden stak. Den nederste blomst er tvekønnet, mens den øverste er hanlig.
| Beskrevne arter |

- Fløjlsgræs (Holcus lanatus)
- Krybende hestegræs (Holcus mollis)

| Andre arter |

- Holcus annuus
- Holcus setiger